# 小夜の中山トンネル
小夜の中山トンネル（さよのなかやまトンネル）は、静岡県掛川市佐夜鹿にある国道1号・島田金谷バイパスのトンネルである。

## 道路
- 国道1号現道（北側トンネル対面通行、全長266 m[1]）
- 国道1号島田金谷バイパス（南側トンネル対面通行、全長170 m[1]）

## 沿革
- 1932年：南側のトンネル竣工。
- 1954年：南側のトンネル改修。
- 1966年3月：北側のトンネル竣工。
- 1970年：島田金谷バイパス部分開通、夜泣石交差点設置。
- 1972年3月：南側のトンネル拡幅改修。

バイパス開通後は、トンネル東側の夜泣石交差点付近でバイパスと旧国道1号（静岡県道381号島田岡部線）が合流し、北側トンネルが上り線（暫定1車線）、南側トンネルが下り線（暫定1車線）として使用されていたが、下り線合流地点（トンネル手前）の見通しが悪く危険な個所だった。
- 2004年3月：日坂バイパス東側（43工区）開通後、暫定的に並行する旧道（トンネル西側から日坂ICまで）を通行止に。
- 2005年3月1日：現状の通行形態に切り替え。

通行形態変更後、夜泣石交差点 - 北側トンネル - 旧道（トンネル西側から日坂ICまで）が国道1号現道となったが、浜松方面へのバイパス接続は日坂ICを使用することとなった。

## 接続する道路
- 日坂バイパス（トンネル西側出口で島田金谷バイパスと接続）
- 静岡県道381号島田岡部線（夜泣石交差点で現道と接続）

## 周辺
- 夜泣き石
- 小夜の中山

## 隣
菊川IC（島田金谷バイパス） - 小夜の中山トンネル - 日坂IC（日坂バイパス）